# واين كوك
واين كوك (بالإنجليزية: Wayne Cook)‏ هو موسيقي وملحن أمريكي، ولد في 1946.

## وصلات خارجية
- اين كوك على موقع ميوزك برينز (الإنجليزية)
- اين كوك على موقع أول ميوزيك (الإنجليزية)
- اين كوك على موقع ديسكوغز (الإنجليزية)